# Arevakhach

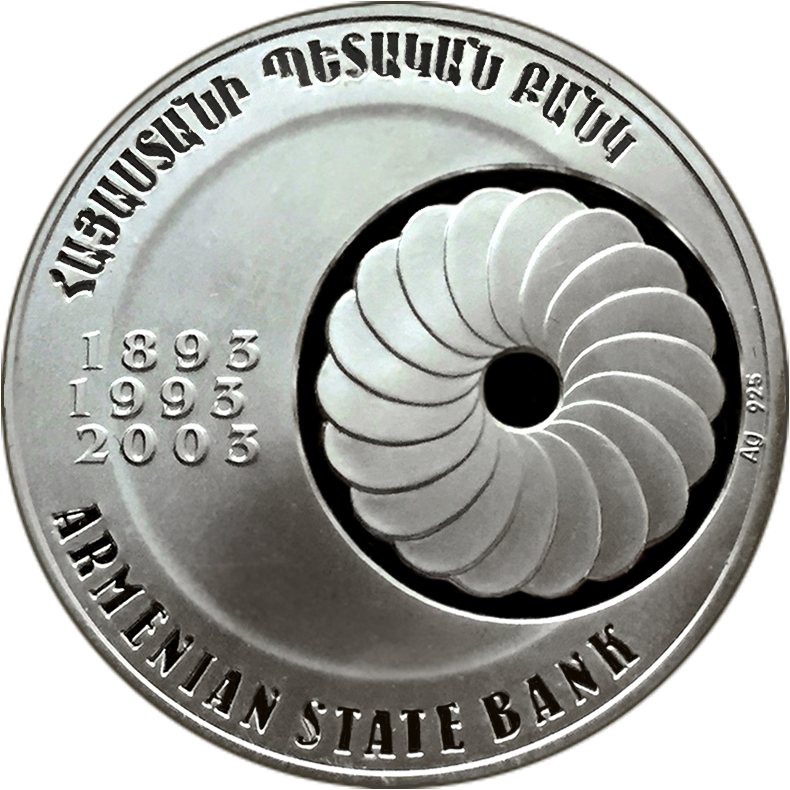
Rechtsläufige Version auf einer armenischen Münze, 2003

Das armenische Ewigkeitszeichen (armenisch Հավերժության հայկական նշան ‚Zeichen der Ewigkeit‘), auch Arevakhach (armenisch արևախաչ arewachatsch, deutsch ‚Sonnenkreuz‘), gilt in der Kultur Armeniens als Zeichen der Ewigkeit und auch der Güte, der Freundlichkeit, der Sonne, des Leben, des Feuers, der Fruchtbarkeit und der Geburt, des Fortschritts und der Entwicklung. Es ist als Nationalsymbol Armeniens häufig als Ornament in der armenischen Architektur zu finden, so auf Kirchen und Chatschkaren (Kreuzsteinen), aber auch als Dekoration auf Gegenständen des Alltags, auf Münzen oder in Abzeichen und Logos armenischer Organisationen.
Es existiert in einer rechts- und einer linksläufigen Version; erstere wird mit Aktivität, letztere mit Passivität assoziiert. Ähnlich findet sich die rechtsläufige Version auf Babywiegen, wenn ein Junge erwartet wird, während die linksläufige einem Mädchen zugeordnet ist.
Die beiden Varianten sind als Schriftzeichen im Unicode-Block Armenisch verfügbar als ֍ U+058D right-facing armenian eternity sign und ֎ U+058E left-facing armenian eternity sign. Die rechtsläufige Variante war bereits im armenischen 8-Bit-Code ARMSCII enthalten. Dieses Zeichen wird in Texten auch (ähnlich wie das Dreifachsternchen im Deutschen) in Zeilen zwischen Gedichtsstrophen gesetzt.